# Mary Hunter Austin

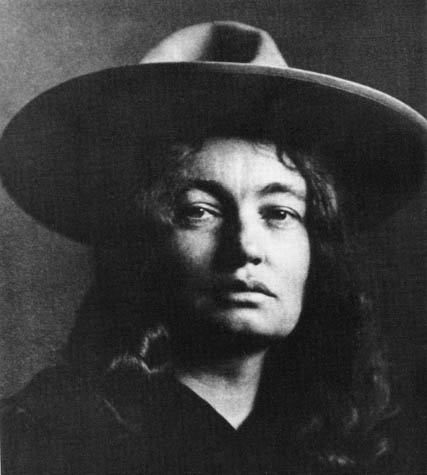
Mary Hunter Austin um 1900
Fotografie von Charles Fletcher Lummis

Mary Hunter Austin (* 9. September 1868 in Carlinville, Illinois; † 13. August 1934 in Santa Fe, New Mexico) war eine US-amerikanische Schriftstellerin, Dichterin und Dramatikerin. Sie wurde vorwiegend als frühe Theoretikerin des Feminismus und als Expertin, Fürsprecherin und literarische Bewahrerin des indianischen Kulturraums bekannt. Die von ihr in Santa Fe mitbegründete Spanish Colonial Arts Society wurde zu einer der wichtigsten Sammlungen traditioneller indianisch-hispanoamerikanischer Volkskunst in den USA.

## Leben und Wirken

### Frühe Jahre
Mary Hunter war das zweite von vier Kindern von George und Susannah Savilla (Graham) Hunter. Der Vater, ein Einwanderer aus Yorkshire, war ein Anwalt und Bürgerkriegs-Veteran im Rang eines Captains, der unter Malaria litt und starb, als Mary gerade 10 Jahre alt war. Die Mutter war schottisch-irisch-französischer Abstammung. Sie hatte keine besondere Beziehung zu ihrer jüngsten Tochter, ignorierte das Mädchen und beschäftigte sich lieber mit den anderen Geschwistern, weshalb sich Mary ihre verständnisvolle ältere Schwester Jennie als Mutterersatz wählte. Umso härter traf es das Mädchen, als die geliebte Schwester an Diphtherie verstarb. So auf sich allein gestellt entwickelte sich Mary recht bald zu einer Einzelgängerin.
In ihren späteren Aufzeichnungen berichtete Mary Hunter Austin von einem „spirituellen Erlebnis“ im Alter von fünf Jahren, durch das sie sich ihre eigene „ganz private“ Religion erschuf. Eine tiefe innere Stimme habe sie „Inknower“, „Genius“ oder „I-Mary“ genannt. Diese Gabe half ihr beim Schreiben, das sie oftmals in einer Art Trance betrieb. Mit dem Tod des Vaters und der Schwester brach schließlich der Wunsch, Schriftstellerin zu werden, aus ihr heraus und so fing sie mit zehn Jahren an, erste Gedichte zu schreiben.
1884 begann sie ein Kunststudium am Blackburn College in Carlinville, wechselte dann aber zu Natur- und Geisteswissenschaften, in denen sie 1888 graduierte. Im selben Jahr zog sie mit ihrer Mutter und dem Bruder Jim nach Kalifornien, wo sie sich auf einer Ranch im San Joaquin Valley niederließ. In einer Schule in Mountain View begann sie Kinder zu unterrichten. Austin zog sich in dieser Zeit oft in die Wüste zurück und verbrachte dort die Nächte. Sie begegnete vor allem den Nichtweißen, den Indianern und den chinesischen Arbeitern in der Gegend mit Freundlichkeit.
1890 lernte sie Stafford Wallace Austin (1861–1931), den Sohn eines hawaiischen Plantagenbesitzers, kennen und verliebte sich in ihn. Austin hatte in Berkeley studiert und arbeitete nun wahlweise als Lehrer, Weinbauer und Grundstücksspekulant. Die beiden heirateten 1891 in Bakersfield und zogen nach Independence im Owens Valley. Ihr im Inyo County gelegenes Haus, welches die beiden um 1900 erbauten, zählt heute zu den National Historic Landmarks der USA.

### Unglückliche Ehe
Mary Hunter Austins Ehe war wenig Glück beschieden: 1892 brachte sie eine geistig behinderte Tochter zur Welt, die sie Ruth taufte und schließlich in ein Heim nach Los Angeles gab, wo diese 1918 verstarb. Zu der Zeit wurde Stafford Austin Manager eines Bewässerungsprojektes, das scheiterte und dem jungen Paar erhebliche Einbußen bescherte. Der Disput führte schließlich zum sogenannten California Water War, einem Streit zwischen dem Owens Valley und der Stadt Los Angeles um die Wasserrechte. Nach dem Desaster war das Paar wieder auf die Einkünfte aus Lehrtätigkeiten angewiesen, doch Stafford fand keine geeignete Anstellung. Schließlich trennten sie sich. Stafford ging ins Death Valley, während Mary durch einige Wüstenstädte in Kalifornien zog, wo sie von 1895 bis 1899 an verschiedenen Schulen unterrichtete. Währenddessen versuchte sie mit dem Schreiben etwas Geld zu verdienen. Bislang hatte sie kurze Sketche und Kurzgeschichten für ihre Schüler verfasst, die meisten davon handeln von der Wüste und den Indianern, die dort leben. Bereits 1892 hatte sie mit The Mother of Felipe erfolgreich eine solche Kurzgeschichte an das Magazin Overland Monthly verkauft.

### The Land of Little Rain, Erfolg als Autorin
1903 veröffentlichte Hunter Austin ihr erstes und bekanntestes Buch The Land of Little Rain, das zu einem Klassiker werden sollte. Das Buch, eine Sammlung aus 14 Essays, handelt von der Mojave-Wüste und ihren Bewohnern, den Mohave-Indianern. Die meisten Geschichten handeln vom Kampf um Leben und Tod. Mit ihrem plötzlichen Erfolg als Schriftstellerin ging die endgültige Trennung von ihrem Ehemann Stafford einher, der sie weder intellektuell noch in sonst einer Form unterstützte. Zwischen 1903 und 1905 verließ sie ihn, die Scheidung folgte 1914.
Der zeitgenössische Kritiker Grant Martín Overton (1887–1930) skizzierte Mary Hunter Austin einmal aus der Sicht eines Besuchers: „Mrs Austin besitzt eine indianische Feierlichkeit, eine durchdringende Schüchternheit. Alles was sie sagt, hat einen bestimmten Wert. Sie spricht nur selten. Ihre Äußerungen sind ziemlich langsam und ihre Ausführungen sind meistens ernsthaft. Die Wüste hat sie klösterlich gemacht.“

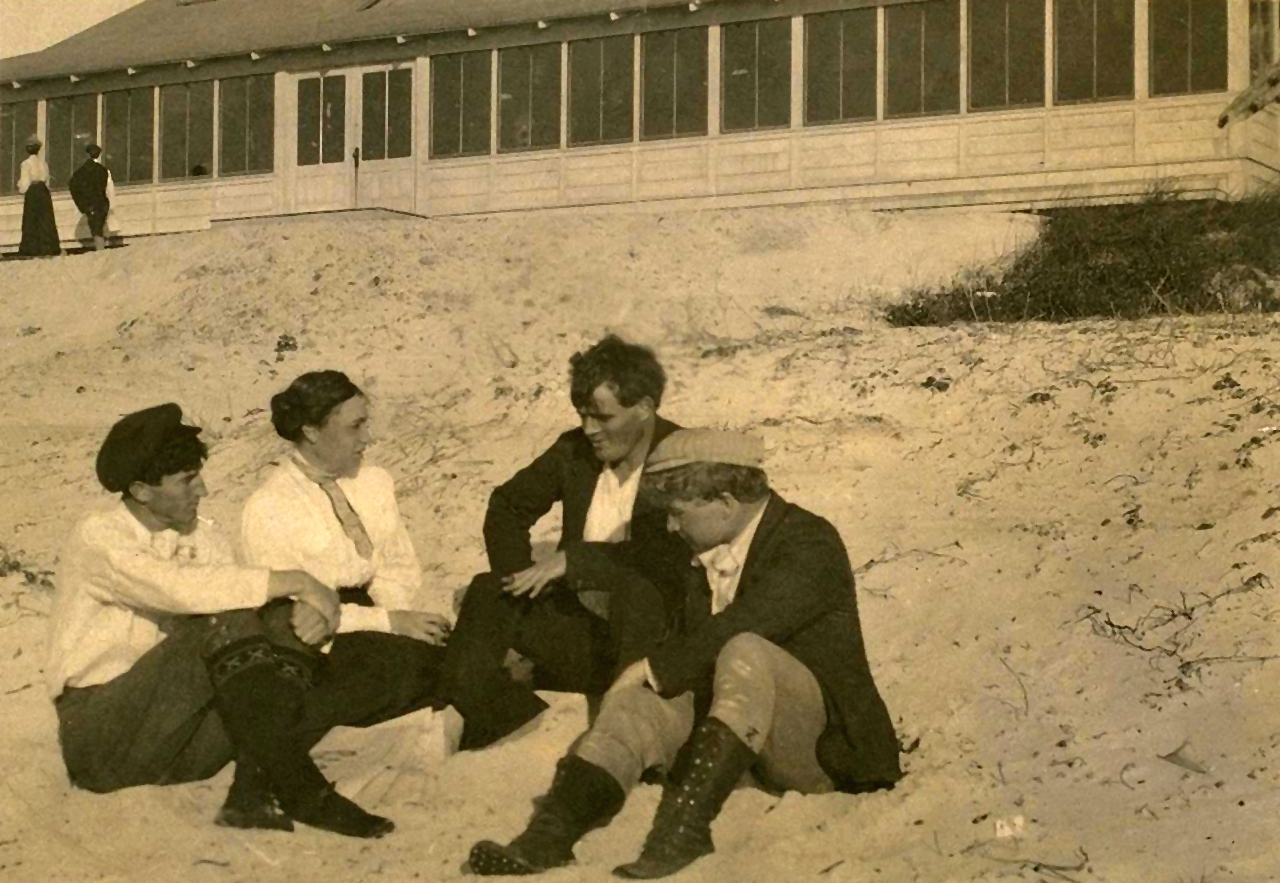
Ein restauriertes Bild eines Fotos, das vom Fotografen Arnold Genthe erstellt wurde. Das Bild zeigt die Künstler, Dichter und Schriftsteller George Sterling, Mary Austin, Jack London und James „Jimmy“ Hopper am Strand von Carmel-by-the-Sea, Kalifornien, geschätztes Datum, 1902–1907

Ab Anfang 1904 lebte Mary Hunter Austin abwechselnd in Carmel-by-the-Sea, wo sie sich ein Haus baute, manchmal in einer dortigen Künstlerkolonie, sowie in Los Angeles oder im New Yorker Greenwich Village. Sie schloss sich Bohemiens wie Ambrose Bierce, Jack London oder George Sterling an und initiierte mit dem „Forest Theatre“ in Carmel eine der ersten Freilichtbühnen an der Westküste.

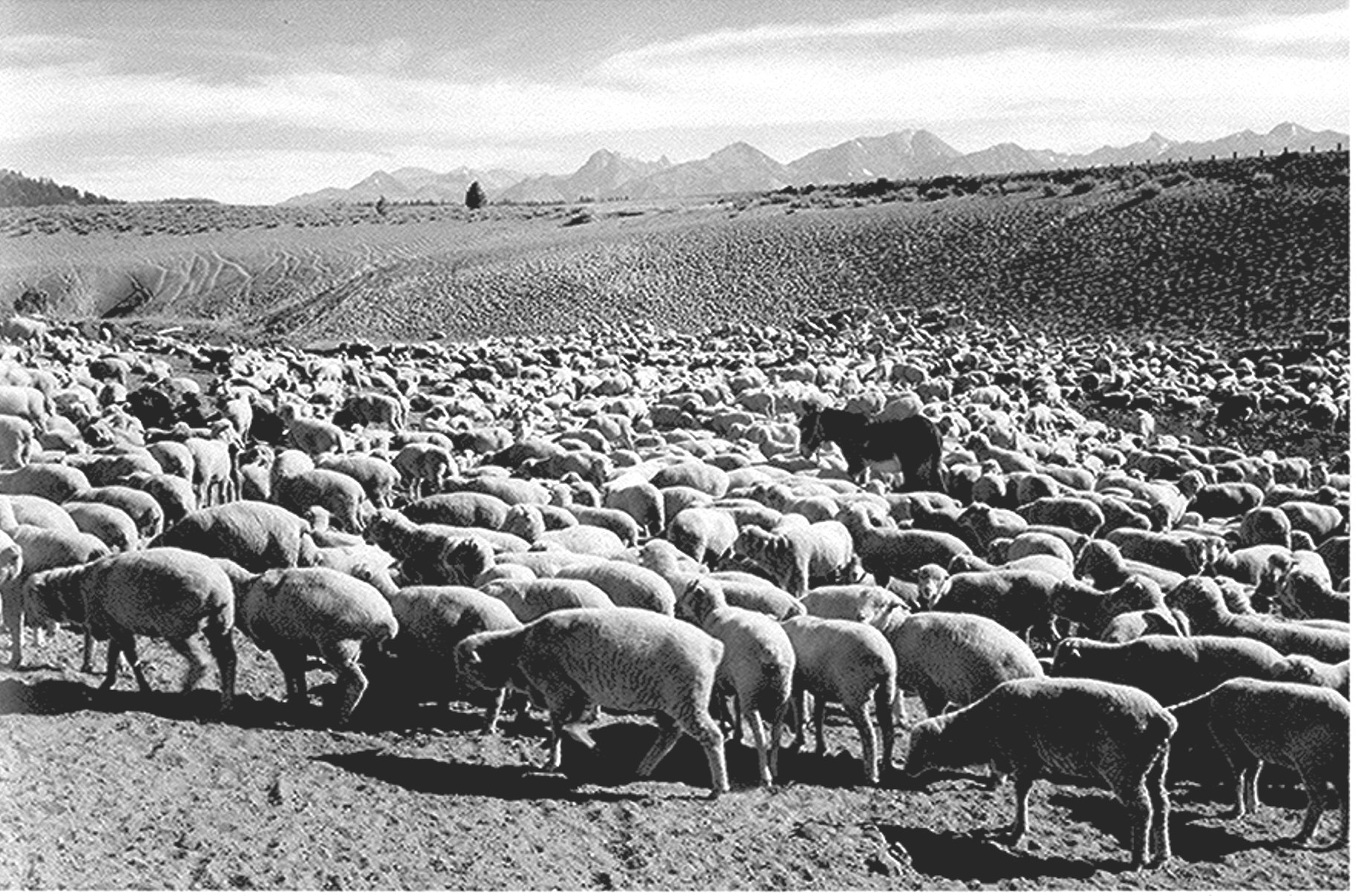
Ansel Adams: Schafherde im Owens Valley (1941)

Mit einsetzendem Erfolg begann sie pro Jahr ein Buch zu schreiben: The Basket Woman (1904) über Legenden der Paiute-Indianer, im Folgejahr die romantische Novelle Isidro (1905) über spanische Missionen in Kalifornien. Eines ihrer erfolgreichsten Werke wurde The Flock (1906), ein Anschluss an ihren Erstlingserfolg The Land of the Little Rain, das von den Schafzüchtern in der Wüste des Südwestens handelt. Unterschwellig thematisierte sie darin den beginnenden Missbrauch und die Zersiedlung des Landes durch die angloamerikanischen Siedler.
Ihre eigene gescheiterte Ehe diente ihr als Quelle für ein weiteres Werk: In dem 1908 veröffentlichten Roman Santa Lucia, der von Frauen und Heirat handelt, argumentiert sie gegen zeitgenössische Konventionen, insbesondere gegen das Tabu, das es Frauen untersagt, außerhalb des Hauses zu arbeiten und dass der Ehemann für die Finanzen der Familie zuständig sei, auch wenn er dazu gar nicht fähig ist.

### Reise nach Italien
Im Jahr 1910 reiste Austin nach Italien, nachdem ihr ein Arzt gesagt hatte, sie würde an Brustkrebs sterben. In Italien studierte sie Gebetstechniken unter der Anleitung eines Geistlichen der römisch-katholischen Kirche. Sie glaubte, ihre Gebete würden den Krebs heilen. Austin setzte ihre Schriftstellerei fort und sie veröffentlichte zwei Werke, die unter dem direkten Einfluss ihrer Italienreise standen: They were Christ in Italy: Being the Adventures of a Maverick among Masterpieces (1912) und The Man Jesus: Being a Brief Account of the Life and Teachings of the Prophet of Nazareth (1915).
Bei ihrer Rückreise in die Vereinigten Staaten machte sie einen Zwischenstopp in London, wo sie feststellte, dass sie mittlerweile eine breitgefächerte Leserschaft hatte, die unter anderem George Bernard Shaw, H. G. Wells und W. B. Yeats einschloss.
Zurück in den USA besuchte sie zuerst New York, wo die Vorbereitungen zu ihrem Drama The Arrow Maker als Bühnenstück im New Theatre liefen. Das Stück, das von einer Paiute-Medizinfrau handelt, wurde im Frühjahr 1911 aufgeführt. Austin schrieb noch ein weiteres Bühnenwerk über die Indianer, Fire, das 1912 in Carmel produziert wurde.
Von 1912 bis 1924 pendelte Austin zwischen der Ost- und Westküste der USA, überwiegend lebte sie in der Zeit jedoch in New York. 1912 veröffentlichte sie einen weiteren Roman, A Woman of Genius, der von vielen Kritikern als ihr bestes Werk bezeichnet wurde. Der Roman, der einige autobiografische Elemente enthält, handelt von einer Frau, die vor der Wahl zwischen Ehe und Karriere steht. Wie in vielen ihrer Frauenromane untersucht Austin auch hier, wie Frauen von Männern unterdrückt werden. Das Buch wurde von der Frauenbewegung in den 1970er Jahren als Frühwerk des Feminismus wiederentdeckt.
In der Folgezeit befasste sich Austin bevorzugt mit sozialen Fragen, wie in den unzugänglicheren Werken The Ford (1917) und No. 26 Jayne Street (1920). Letzteres befasst sich mit der Idee einer Ehe aus gleichberechtigten Partnern. Die Kritiker nahmen diese Werke eher ambivalent auf und gaben ihren Büchern über die Indianer schließlich den Vorzug.

### New Mexico, spätere Jahre
Nach einem Nervenzusammenbruch zog sich Austin 1924 nach Santa Fe in New Mexico zurück, wo sie sich ein Adobe, ein Lehmziegelhaus, errichtete, das sie La Casa Querida nannte. Im selben Jahr veröffentlichte sie The Land of Journeys, eine Sammlung ihrer Beschreibungen von New Mexico und Arizona. Spätestens ab diesem Zeitpunkt, aber auch durch ihren Kontakt zu Mabel Dodge Luhans Künstlerkolonie Los Gallos in Taos engagierte sich die Schriftstellerin zunehmend als Aktivistin für die Belange der amerikanischen Ureinwohner; neben der literarischen Aufbereitung indianischen Kulturguts begann sie die Volkskunst der Indianer zu sammeln. 1925 gründete sie zusammen mit dem Künstler Frank G. Applegate die Spanish Colonial Arts Society.
1927 vertrat sie die Interessen New Mexicos bei der Seven States Conference , die sich mit dem geplanten Bau des Boulder-Staudamms (der spätere Hoover Dam) und dem damit verbundenen Wasserversorgungsproblem befasste.

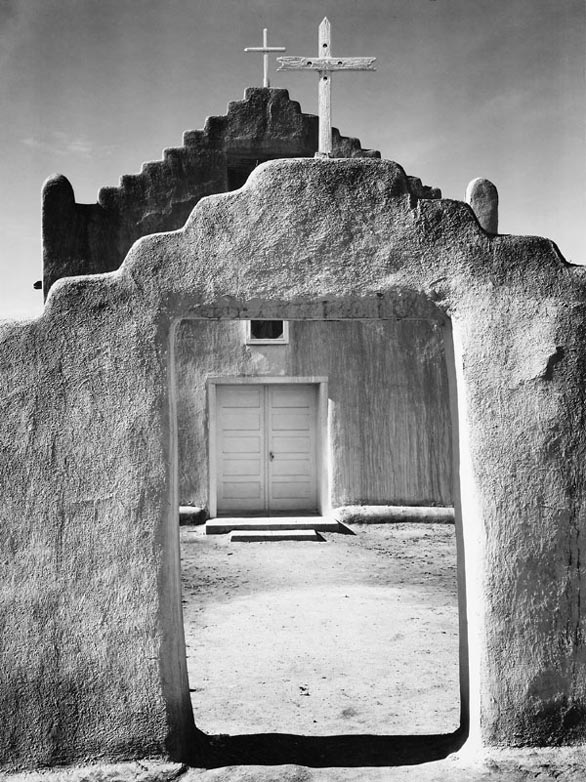
Ansel Adams: Kirche, Taos Pueblo (1942)

In späteren Jahren veröffentlichte Mary Hunter Austin noch eine Vielzahl unterschiedlicher Werke. 1928 entstand ihre einzige Gedichtsammlung für Kinder, mit dem Titel Sing in the far West. Vier Jahre später legte sie mit Earth Horizon ihre eigene umfangreiche Autobiografie vor: Verfasst in der dritten Person, berichtet sie darin von ihrem gesamten Leben, ihrer unglücklichen Familiengeschichte, ihrer Philosophie und ihren Erfahrungen sowie theoretische Aspekte über den Feminismus.
1929 besuchte sie der Naturfotograf Ansel Adams mit seiner Frau Virginia in Santa Fe. Gemeinsam entstand die Idee zu dem Fotoband Taos Pueblo über die Pueblos der dortigen Indianer. Tony Luhan, der Ehemann von Mabel Dodge Luhan, und selbst Pueblo-Indianer stellte den Kontakt zum Ältestenrat seines Stammes her, um eine Erlaubnis zum Fotografieren zu erhalten. Der Bildband Taos Pueblo erschien im Folgejahr 1930 in einer Erstauflage von 100 Büchern. Adams fotografierte in späteren Jahren noch mehrmals in Taos. 1950 bebilderte er den Nachdruck von Mary Austins Erstlingswerk The Land of Little Rain.
1934 veröffentlichte sie ihr letztes Werk zu Lebzeiten, One-Smoke Stories, eine Sammlung von Kurzgeschichten, die indianische Sagen und Volksmärchen enthalten. Während der Vorbereitungen zu einem neuen Roman erlitt Mary Hunter Austin einen Herzanfall. Sie verstarb kurz darauf am 13. August 1934. Ihre Asche wurde in den Bergen von New Mexico verstreut.

## Bedeutung und Nachwirkungen
Obwohl sie eine überaus produktive Autorin, Dichterin und Dramatikerin war – sie veröffentlichte 32 Bücher und über 250 Artikel – geriet Mary Hunter Austin nach ihrem Tod 1934 schnell in Vergessenheit. Sie wurde erst von der neueren Literaturforschung und von emanzipatorischen Gruppen als frühe Sozialreformerin, Frauenrechtlerin und Verfechterin der Rechte ethnischer Minderheiten, insbesondere der indianischen und hispanischen Bevölkerung Nordamerikas wiederentdeckt.
Die meisten ihrer Schriften zeugen von intimen Kenntnissen der Indianer und berichten von indianischen Sagen, Mythen und Legenden wie vom alltäglichen Kampf ums Überleben, wobei sie auch eine für ihre Zeit ungewöhnlich kritische Position hinsichtlich der Verdrängung des indianischen Kulturraums durch weiße Siedler einnahm. Des Weiteren gilt die Schriftstellerin aufgrund ihrer in Eigenreflexion entstandenen Auseinandersetzung mit der Rolle der Frau in der modernen Gesellschaft als eine Vorreiterin der US-amerikanischen Frauenliteratur, die in den 1970er Jahren von der Frauenbewegung wiederentdeckt und rezipiert wurde.

## Werke (Auswahl)
- The Land of Little Rain, illustriert von E. Boyd Smith, Doubleday, Page. & Company, New York 1912; Neuausgabe Hardpress, 2006, ISBN 1-4069-4208-1
- The Basket Woman. Houghton, Mifflin & Co., Boston 1901; Neuausgabe AMS Press, New York 1969, ISBN 0-404-00429-6
- Isidro, illustriert von Eric Pape, Houghton, Mifflin & Co., Boston 1905
- The Flock (1906). University of Nevada Press, 2001, ISBN 0-87417-355-8
- Santa Lucia (1908). Harper and Brothers, London und New York, 1908
- Lost Borders, the people of the desert (1909).
- The Arrow Maker – A Drama in Three Acts Houghton, Mifflin & Co., Boston 1915; Neuausgabe AMS Press, New York 1969, ISBN 0-404-00419-9
- A Woman of Genius. Doubleday, Page. & Company, New York 1912; Neuausgabe Kessinger Publishing, 2007, ISBN 978-0-548-57758-5
- California: The Land of the Sun, illustriert von Harry Sutton Palmer, A. & C. Black, London 1914
- The Land of Journeys’ Ending (1924)
- Land of the Sun (1927)
- Taos Pueblo (1930)
- Starry Adventure (1931)
- Earth Horizon – An Autobiography (1932). Nachwort von Melody Graulich, University of New Mexico Press, Albuquerque 1991, ISBN 0-8263-1316-7
- One-Smoke Stories. Houghton, Mifflin & Co., Boston 1934; Neuausgabe Swallow Press/Ohio University Press, Athens 2003, ISBN 0-8040-1061-7

Ein Nachdruck ihres Erstlings The Land of Little Rain von 1950 sowie die Erstausgabe ihres Werks Taos Pueblo von 1930 enthalten Fotografien von Ansel Adams.
postum:
- Cactus Thorn. Der etwa 1927 entstandene Roman wurde erst 1988 veröffentlicht: University of Nevada Press, Reno 1994, ISBN 0-87417-253-5.

### Bühnenstücke
- The Arrow Maker wurde 1911 im New Yorker New Theatre (heute Century Theatre) uraufgeführt
- Fire hatte 1912 im Forest Theatre in Carmel Premiere

## Sekundärliteratur
- T. M. Pearce: Mary Hunter Austin. New College & University Press, 1965, ISBN 0-8084-0214-5
- Augusta Fink: I-Mary: A Biography of Mary Austin. University of Arizona Press, Tucson 1984, ISBN 0-8165-0789-9
- Esther Lanigan Stineman: Mary Austin: Song of a Maverick. Yale University Press, New Haven 1989, ISBN 0-300-04255-8
- Melody Graulich, Elizabeth Klimasmith: Exploring Lost Borders: Critical Essays on Mary Austin. University of Nevada Press, Reno 1999, ISBN 0-87417-335-3